# Хронология вторжения России на Украину (декабрь 2023)
Эта статья является частью хронологии широкомасштабного вторжения РФ на Украину и описывает события, произошедшие в декабре 2023 года.

## 1 декабря
Несколько российских блогеров заявили, что российские войска полностью контролируют Марьинку, хотя другие заявили о контроле 90—95 % города. Геолоцированные съёмки свидетельствуют о захвате не менее 74 % территории Марьинки.

## 3 декабря
По информации Минобороны России, российские войска нанесли комбинированные удары оперативно-тактической и армейской авиацией, БПЛА, а также ракетами по укреплённому украинскому командному пункту сил ПВО и боевого дежурства «Восток», расположенному в центре города Днепр. Ведомство также сообщило о том, что были обстреляны склады ГСМ ВСУ в Миргороде, Хмельницком, Полтавской области, пункт размещения боевых припасов в Николаевской области, а также 107 точек сосредоточения живой силы и техники.
Украинские ВВС заявили об уничтожении 10 из 12 дронов, запущенных российскими войсками.

## 5 декабря

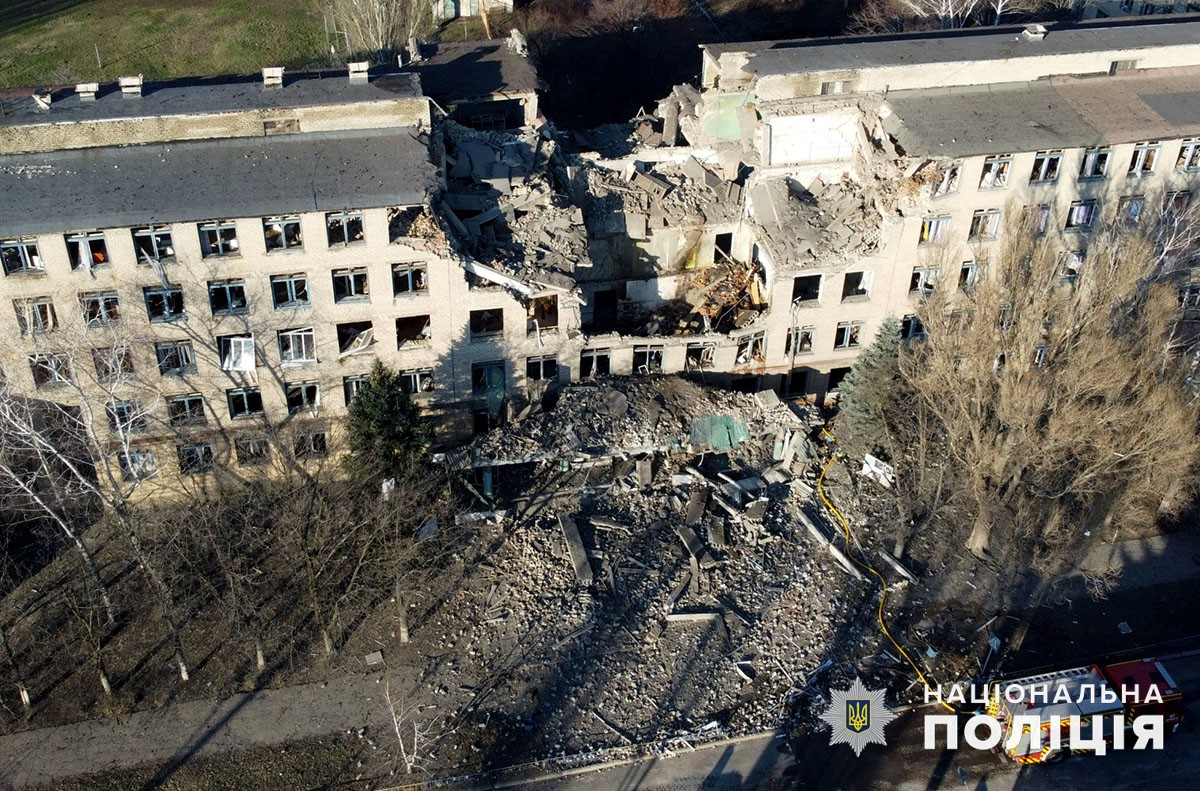
Политехнический колледж в Селидово (Донецкая область) после ракетного удара 5 декабря

Минобороны России сообщило, что над Крымом и Азовским морем силами ПВО были уничтожены 26 и перехвачены 15 украинских беспилотников. ВВС Украины заявили о запуске по территории страны 17 российских БПЛА, 10 из которых были сбиты, и шести ракет С-300.

## 10 декабря
Командующий Сухопутными войсками ВСУ Александр Сырский сообщил о наступательных действиях российских войск по всему фронту, назвав ситуацию «сложной».

## 11 декабря
Официальный представитель ВСУ Александр Ступун сообщил о начале нового крупного наступления российских войск при поддержке бронетехники на Марьинском направлении и Авдеевку. Также, по его словам, в этом районе было зафиксировано 610 артиллерийских обстрелов.

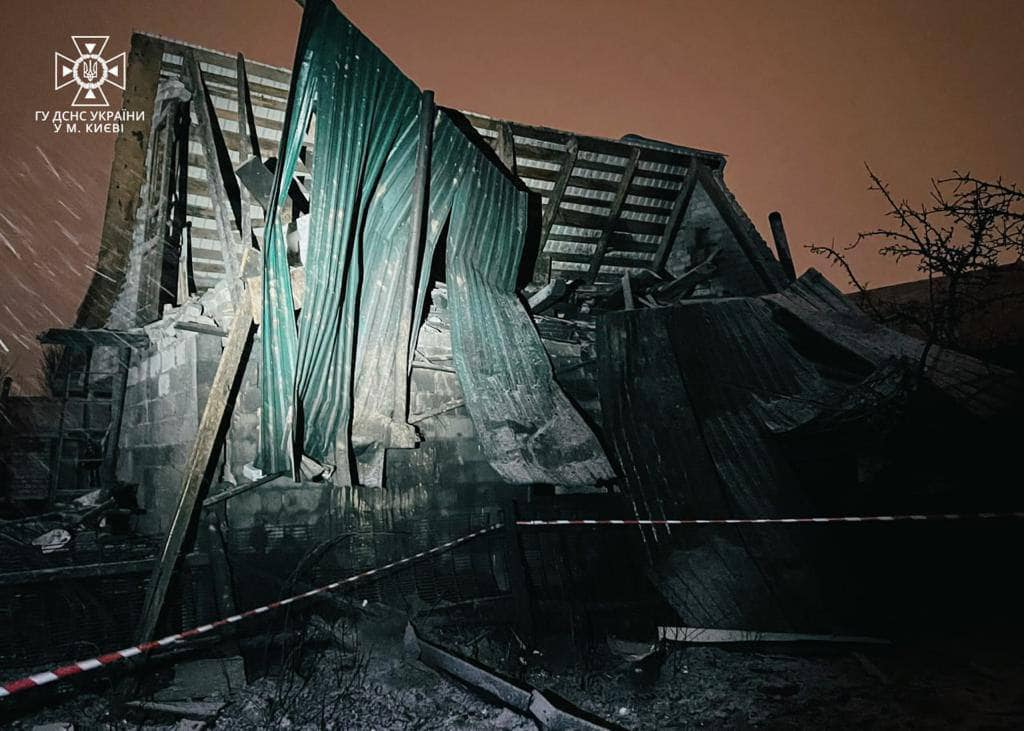
Повреждённое обломками здание в Киеве

Ночной удар по Киеву баллистическими ракетами: по данным Воздушных сил ВСУ, из Брянской области были запущены 8 ракет, все из которых удалось сбить. Однако падение обломков вызвало разрушения и пожары. По данным мэра Виталия Кличко, пострадали 4 человека. Воздушная тревога прозвучала уже после взрывов, что объясняется большой скоростью баллистических ракет и запуском их с наземных установок, а не с самолётов, из-за чего пуск удаётся заметить не сразу. Той же ночью российская армия запустила по Украине 18 беспилотников-камикадзе. Согласно Воздушным силам ВСУ, все они тоже были сбиты — в основном над Николаевской областью.

## 12 декабря
Крупнейший оператор связи Украины «Киевстар» подвергся мощной хакерской атаке, полностью парализовавшей его деятельность. Миллионы людей были лишены возможности пользоваться сотовой связью и получать оповещения о воздушных тревогах. Ответственность за это взяла на себя хакерская группа «Солнцепёк». Украинская сторона заявила о причастности военной разведки России к инциденту.
Вечером российские беспилотники-камикадзе ударили по Одесской области. Как сообщается, там было сбито 9 беспилотников. Повреждены здание припортовой инфраструктуры в Одесском районе и авторемонтное предприятие в Одессе, где были ранены два человека (один умер в больнице).

## 13 декабря
В 3 часа ночи российская армия нанесла по Киеву удар баллистическими ракетами. По данным Воздушных сил ВСУ, было выпущено 10 ракет, все из которых были сбиты. Обломки вызвали разрушения и пожары в разных районах города. Повреждён девятиэтажный дом, соседний детсад, два частных дома, больница и водопроводная сеть, загорелись 8 автомобилей. По данным мэра Виталия Кличко, пострадали 53 человека (в том числе 6 детей), 20 из которых госпитализировали. Воздушная тревога прозвучала уже после взрывов. По словам главы Офиса президента Украины Андрея Ермака, целью атаки был некий объект критической инфраструктуры.

## 14 декабря
Министерство обороны Румынии объявило об обнаружении на территории страны кратера от взрыва беспилотника, нацеленного на дунайскую портовую инфраструктуру Украины. Беспилотник взорвался примерно в 4 километрах от села Гринду. Министерство иностранных дел Румынии вызвало главу российской дипломатической миссии.

## 22 декабря

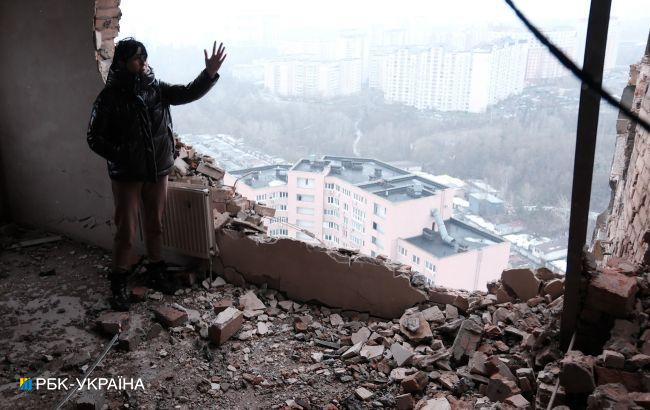
Вид из 26-этажного дома в Киеве, повреждённого обломками сбитого беспилотника

Очередной ночной российский обстрел Украины беспилотниками «Шахед». По данным Воздушных сил ВСУ, было запущено 28 беспилотников, из которых 24 были сбиты над несколькими областями. В Киеве обломки сбитых беспилотников повредили 26-этажный дом (пострадали двое жильцов) и двухэтажный частный дом.
Командующий Воздушных сил ВСУ Николай Олещук заявил, что на юге Украины были сбиты три российских бомбардировщика Су-34 (по данным российских телеграм-каналов, из предоставленного Германией зенитно-ракетного комплекса Patriot).
The Wall Street Journal, ссылаясь на западные спецслужбы и бывшего офицера российской разведки, заявил, что убийство основателя ЧВК «Вагнер» Евгения Пригожина организовал секретарь Совета безопасности России Николай Патрушев при отсутствии возражений со стороны Владимира Путина.

## 24 декабря

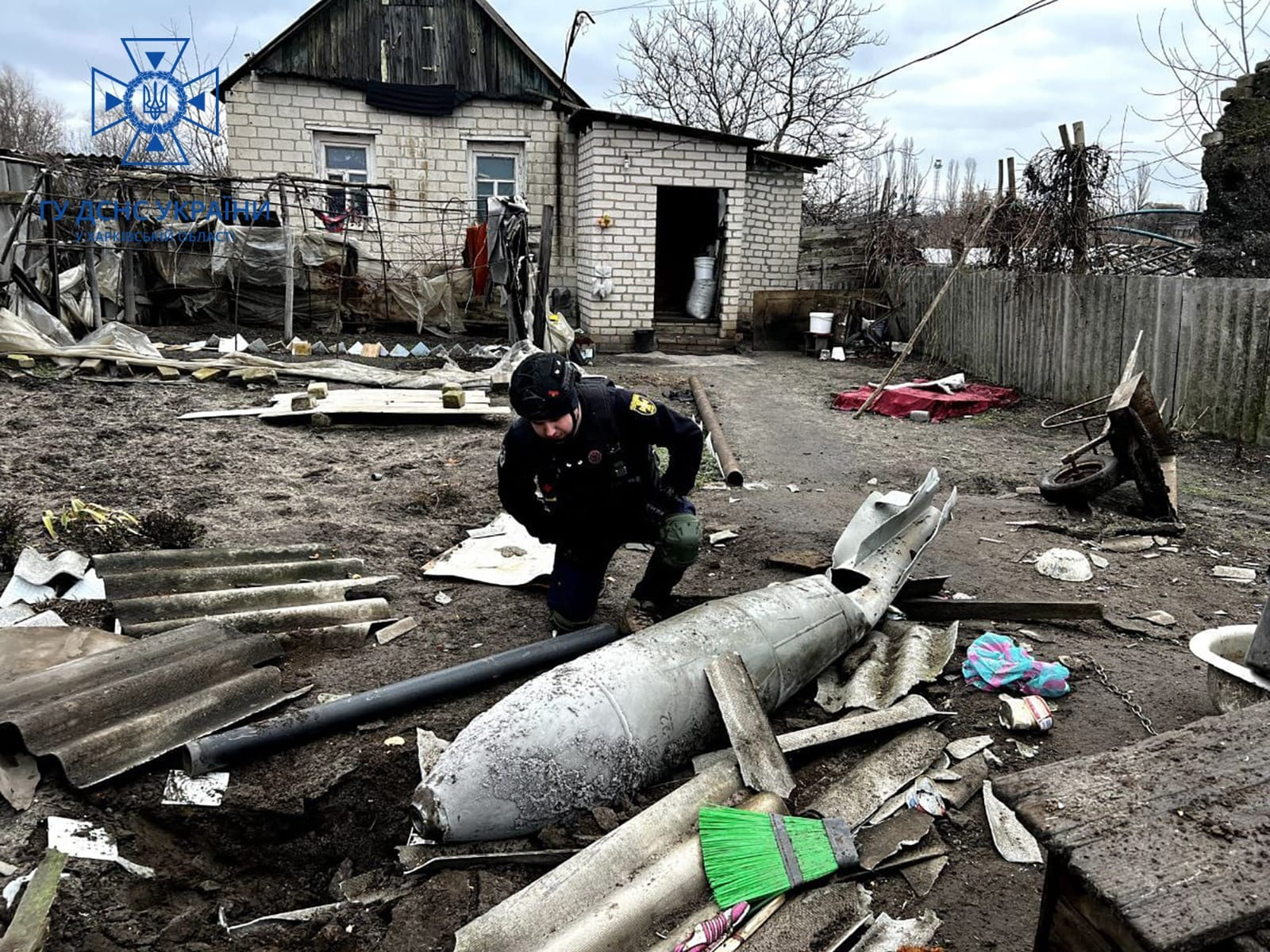
Авиабомба ФАБ-500, упавшая во двор частного дома в Купянском районе Харьковской области

Ночная атака территории Украины «Шахедами». По данным Воздушных сил Украины, атака была нацелена на Днепропетровскую, Запорожскую, Кировоградскую, Николаевскую и Хмельницкую области. Всего было запущено 15 беспилотников, из которых 14 были сбиты. Кроме того, российская армия обстреляла центр Херсона, погибли 4 человека.

## 25 декабря
Министр обороны России Сергей Шойгу доложил президенту РФ Владимиру Путину о взятии российскими войсками города Марьинка Донецкой области. По информации Шойгу, овладение этим населённым пунктом значительно отодвинуло украинскую артиллерию и дало дополнительные возможности для продвижения ВС РФ. Владимир Путин ответил, что был взломан укрепрайон, который ВСУ сооружали с 2014 года. 26 декабря главнокомандующий ВСУ Валерий Залужный сообщил, что украинские войска отошли из Марьинки.

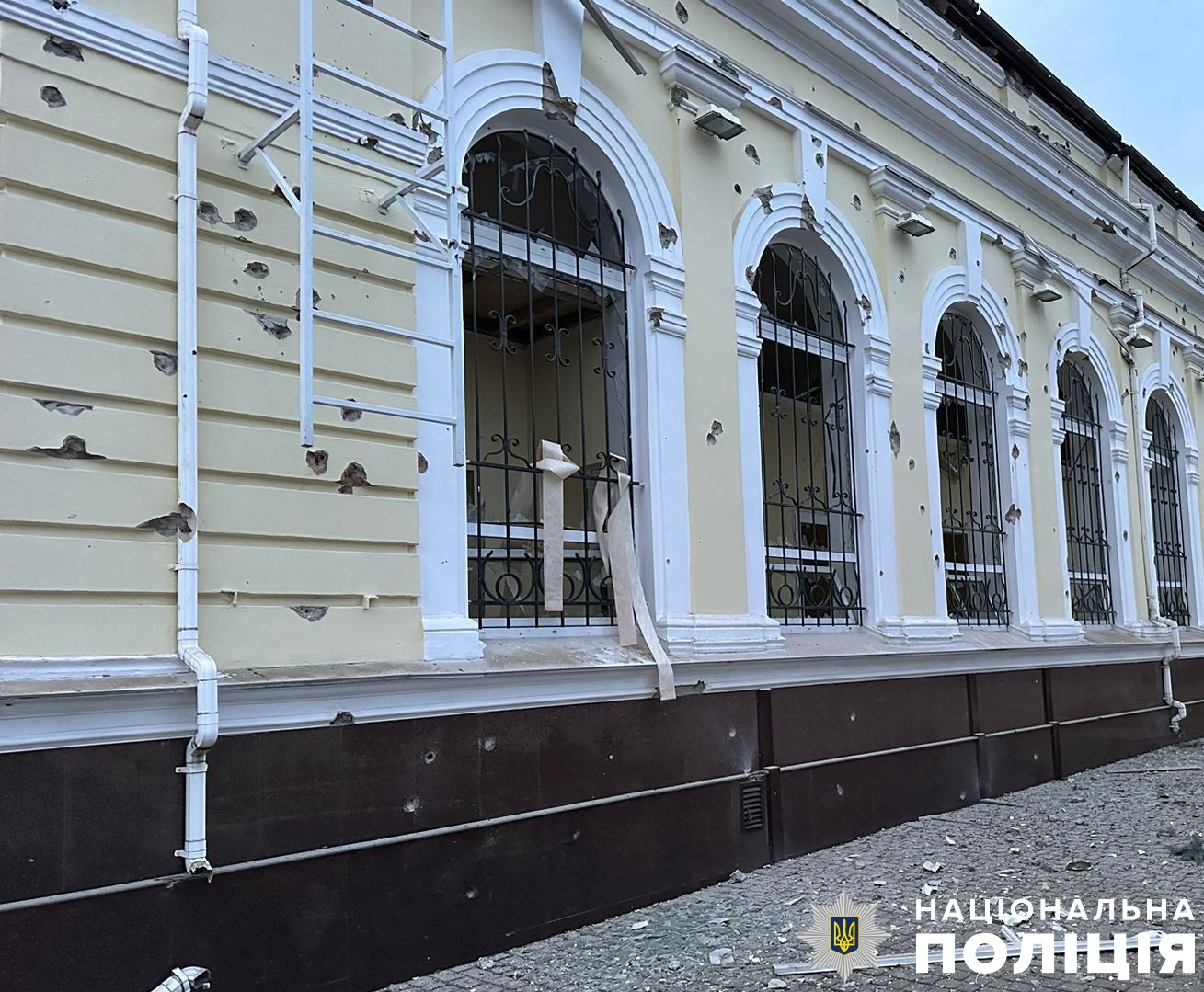
Херсонский вокзал после обстрела

## 26 декабря
Российский большой десантный корабль «Новочеркасск» был уничтожен силами ВСУ ударом крылатой ракеты в порту Феодосии.
Российский обстрел Херсонского железнодорожного вокзала. По данным украинских властей, там ждали эвакуационного поезда около 140 гражданских лиц, но они были вовремя эвакуированы. Погиб полицейский, ещё 4 человека ранены.

## 27 декабря

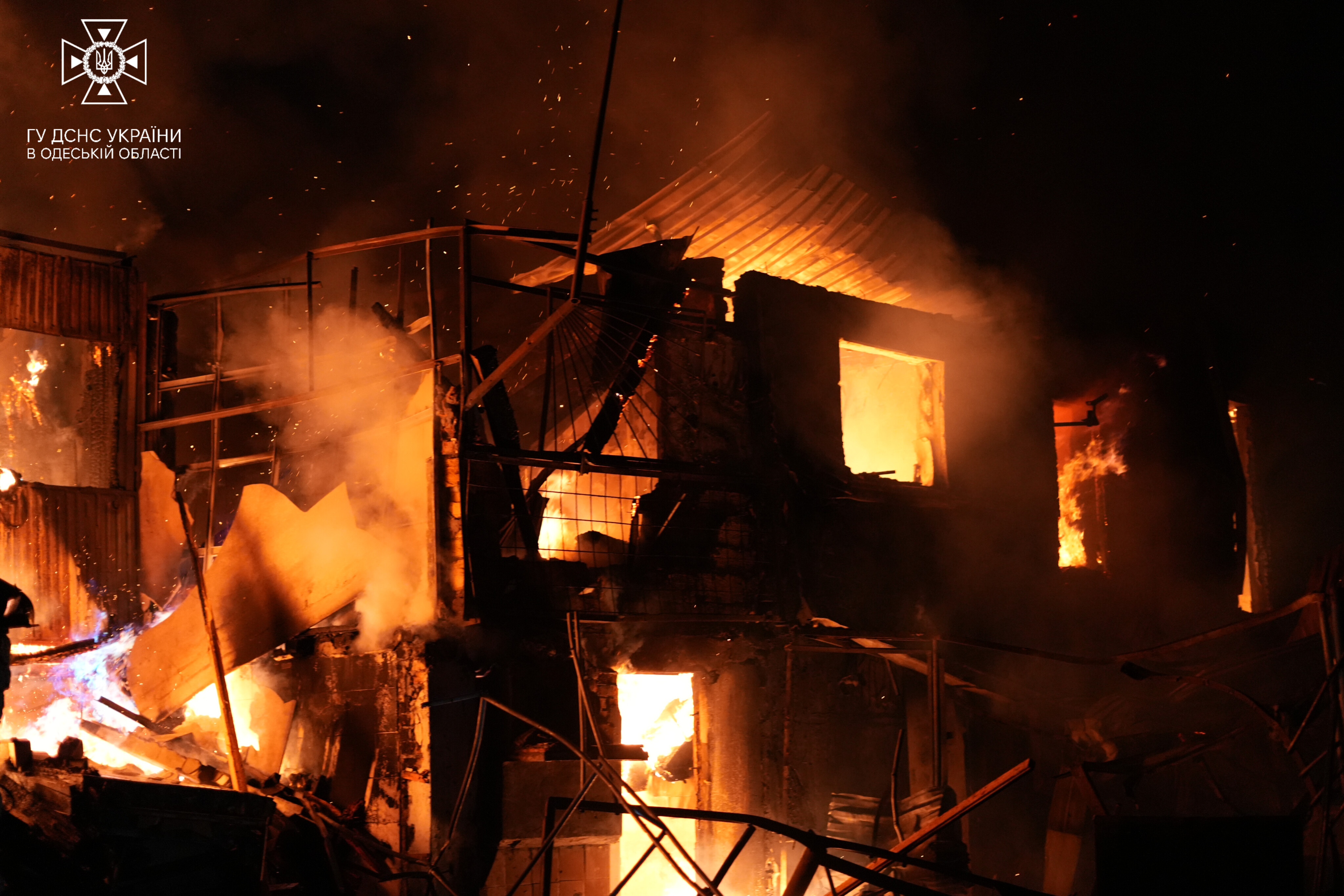
Разрушения в частном секторе в Одесской области

Очередная ночная российская атака Украины беспилотниками «Шахед-136/131». По данным Воздушных сил ВСУ, из Балаклавы и Приморско-Ахтарска было запущено 46 беспилотников, из которых удалось сбить 32. В Херсоне пострадали торговый центр, многоквартирные дома и склады аграрного научно-исследовательского учреждения. В Херсонском районе погиб один человек. В Одессе обломки сбитых беспилотников повредили незаселённую новостройку и дачные дома, погиб один человек, ранены трое.

## 29 декабря

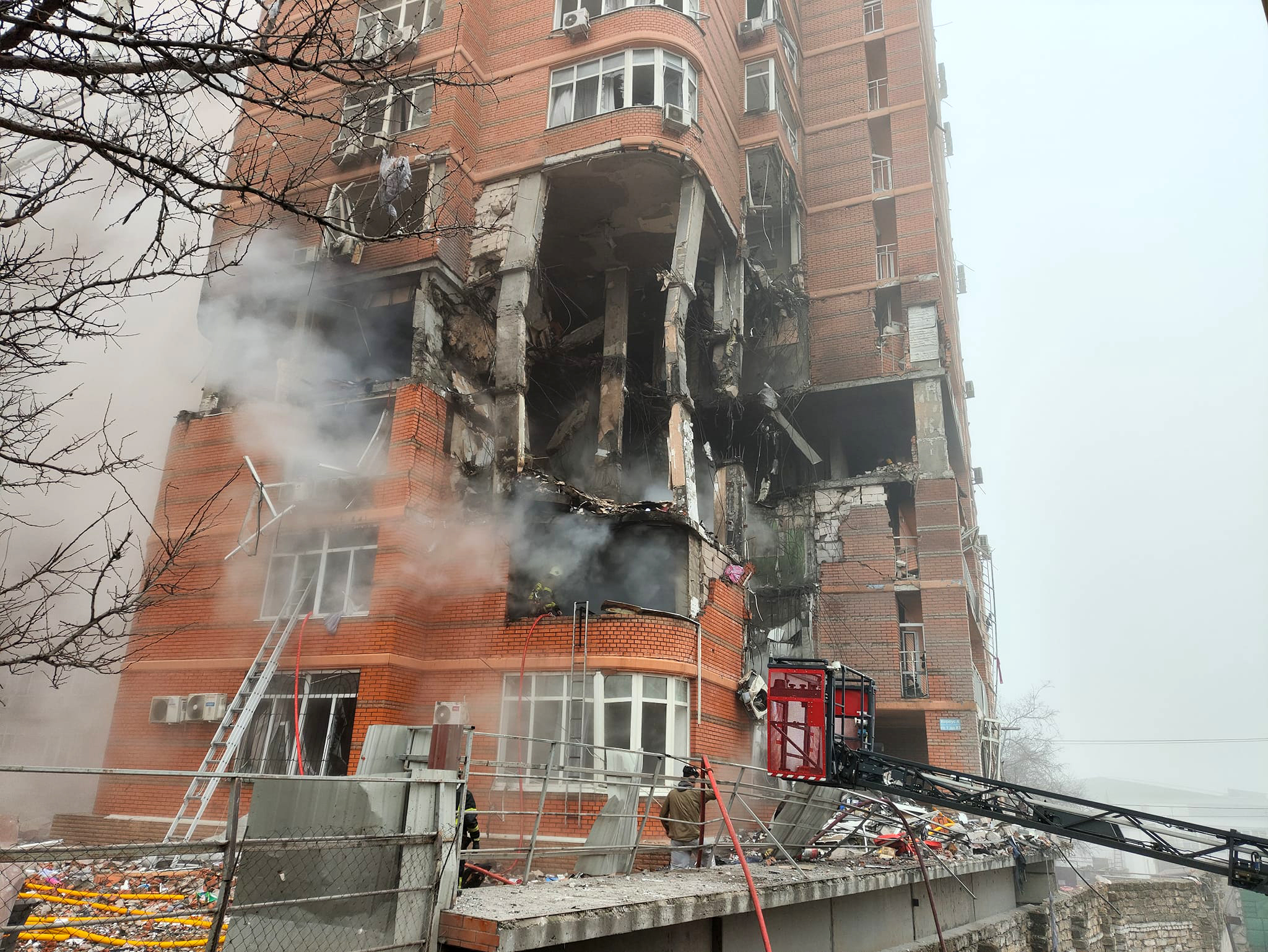
Дом в Одессе после удара

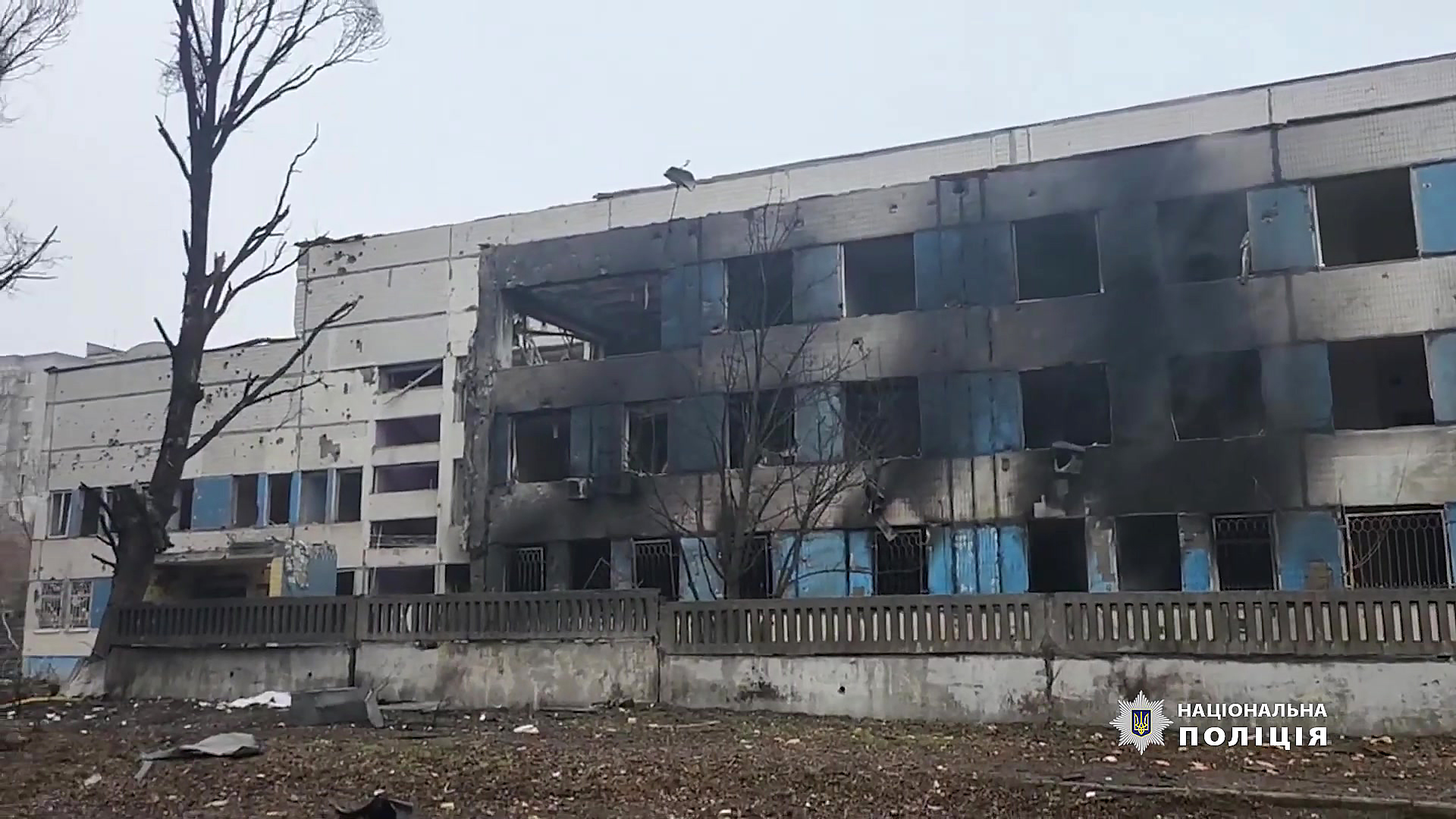
Роддом в Днепре после удара

Утром российская армия нанесла по Украине массированный удар ракетами разных типов и беспилотниками, от которого пострадало много гражданских объектов. Были нанесены удары по 18 населённым пунктам, в том числе Харькову, Львову, Одессе, Конотопу, Киеву, Днепру и Запорожью. Погибли 58 мирных жителей (в одном Киеве 33), ранены 170. При обстреле армия РФ использовала ударные беспилотники «Шахед», ракеты «Кинжал», баллистические, зенитные и крылатые ракеты.
В Киеве повреждены жилые дома, склады, станция метро «Лукьяновская». В Харькове разрушены или повреждены жилые дома, школа, почта, склады, производственные здания, транспортное депо, предприятия, в одном из медучреждений взрывной волной повреждены крыша и окна. Возникли проблемы с электричеством. В Днепре в результате ракетного удара повреждены торговый центр, роддом, жилые дома. Во Львове попадание в жилой дом, повреждены три школы и детский сад. В Одессе повреждены несколько жилых домов и школа. В Запорожье целью удара были местные предприятия и жилой дом. В Конотопе из-за обстрела повреждения получил многоквартирный дом и СТО.

## 30 декабря
Днём силами ВСУ был обстрелян центр Белгорода. По данным МЧС РФ, в результате обстрела погибло 24 человека, ранения получили 108. Вечером российская армия в ответ обстреляла ракетами Харьков, повреждения получили жилые дома, детский сад, а также отель Kharkiv Palace. Из-за обстрела пострадали 28 человек.

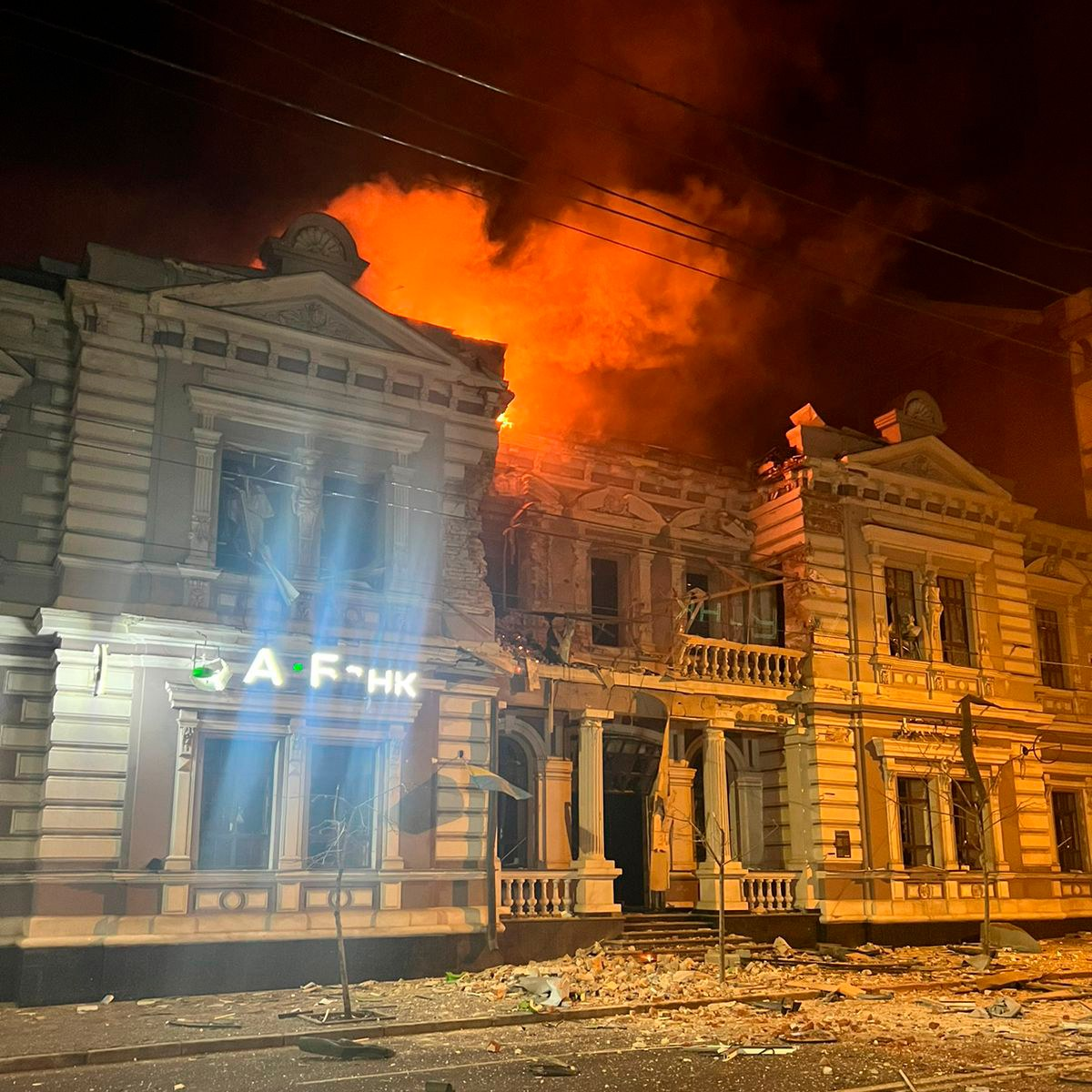
Здание банка в Харькове (памятник архитектуры) после удара

## 31 декабря
В ночь на 31 декабря российская армия обстреляла Украину беспилотниками-камикадзе. Согласно Воздушным силам ВСУ, были запущены 49 беспилотников, из которых 21 удалось сбить. Под обстрелом были Харьковская, Херсонская, Николаевская, Запорожская и Хмельницкая области. В Харькове четырьмя попаданиями беспилотников повреждены ряд зданий в центре и сеть водоснабжения. В Киевской и Хмельницкой областях, по данным их администраций, повреждены объекты критической инфраструктуры, где возникли пожары. В Херсонской области повреждены несколько частных домов.